# Bass reflex

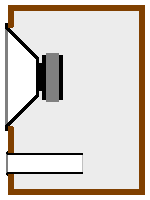
Schemat budowy bass reflexu

Bass reflex – rodzaj obudowy zestawu głośnikowego, w której głośnik pracuje w komorze wentylowanej, najczęściej z tunelem – rurą o odpowiedniej średnicy i długości.
W obudowie z tunelem rezonansowym bass reflex wykorzystuje się energię wypromieniowywaną przez tylną stronę membrany głośnika niskotonowego, dzięki czemu można uzyskiwać niższe pasmo przenoszenia niż w typowej obudowie zamkniętej (ang. compact) bez tunelu bass reflex. Oprócz tego obudowa bass reflex pozwala uzyskiwać większą sprawność głośnika w zakresie niskich częstotliwości oraz ograniczyć zniekształcenia nieliniowe.
Obudowa typu bass reflex jest skomplikowanym układem rezonansowym i wymiary tunelu muszą być poparte obliczeniami i symulacjami, do których potrzebne są parametry głośnika. Obudowa tego typu ma swoją częstotliwość rezonansową, zwaną również strojeniem portu (Fb), która jest wyliczana dla konkretnego typu głośnika niskotonowego. Częstotliwość rezonansową zestawu głośnikowego dobiera się tak, by przypadła poniżej częstotliwości rezonansowej głośnika, przy której głośnik w zamkniętym zestawie głośnikowym ma mniejszą skuteczność przetwarzania drgań membrany na dźwięk. Przy częstotliwości rezonansowej obudowy (Fb) głośnik zostaje obciążony wytwarzanym dźwiękiem, co zmniejsza amplitudę drgań membrany, dzięki czemu zmniejszają się zniekształcenia. Powyżej częstotliwości Fb promieniowanie otworu ma fazę zgodną z promieniowaniem przedniej strony membrany, dzięki temu uzyskuje się przyrost efektywności w stosunku do obudowy zamkniętej. Jednak poniżej częstotliwości rezonansowej efektywność kolumny gwałtownie spada, ze względu na przesunięcia fazowe między drganiami otworu (portu) a głośnikiem.